# Lamellipode
Le lamellipode  est une large extension membranaire faite de filament d’actine que la cellule utilise pour explorer son environnement à la recherche de matrice extracellulaire. Le lamellipode est une structure saillante de migration riche en actine. Sa formation est dépendante d’une protéine G monomérique nommée Rac1. Les lamellipodes permettent le mouvement de la cellule par quatre étapes : protrusion, adhésion, translocation et retraction.

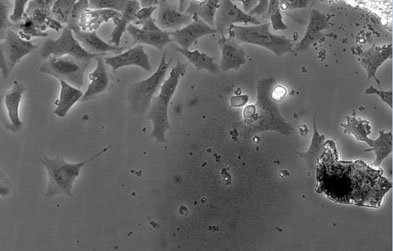
Cellules de crêtes neurales en culture in vitro en train de migrer grâce à leurs lamellipodes. (observation en MO à contraste de phase)